# Jan Chrząszczewski-Trzaska
Jan Chrząszczewski-Trzaska (ur. 16 marca 1896 w Samborze, zm. 3 sierpnia 1920 pod Tarnopolem) – żołnierz armii austriackiej, Legionów Polskich, oficer Wojska Polskiego w II Rzeczypospolitej, kawaler Orderu Virtuti Militari.

## Życiorys
Urodził się w Samborze, ówczesnym mieście powiatowym Królestwa Galicji i Lodomerii, w rodzinie Wojciecha (zm. 1915), lekarza i Marii z Golichowskich (zm. 1922). W 1912 razem z Baczyńskim, Adamem Błotnickim, Józefem Gigielem, Włodzimierzem Kościukiem, Zdzisławem Łęckim, Mieczysławem Ścieżyński, Striglem i Janem Surówką współtworzył samborski oddział Związku Strzeleckiego. 27 czerwca 1914 zakończył naukę w klasie VIIIb c. k. Gimnazjum  Arcyksiężniczki Elżbiety w rodzinnym mieście i zdał maturę z odznaczeniem. Student uczelni medycznej w Wiedniu oraz Uniwersytetu Jana Kazimierza we Lwowie.
W 1914 wstąpił do Legionów Polskich. W 1 pułku piechoty walczył do 1915. W tym roku został zwolniony z wojska. W 1917 powtórnie wcielony do armii austriackiej. Na froncie ukraińskim dostał się do niewoli.
Po ucieczce, w maju 1919 wstąpił do odrodzonego Wojska Polskiego. Otrzymał przydział do 19 pułku piechoty. Na początku 1920 został odkomenderowany na studia. W lipcu 1920, będąc w składzie 6 batalionu alarmowego, wyruszył na front wojny polsko-bolszewickiej. W bitwie pod Tarnopolem, będąc w stopniu podporucznika, dowodził 2. kompanią. Na czele swojej kompanii odparł atak bolszewicki bohaterskim kontruderzeniem, podczas którego poległ. Za czyn ten odznaczony został Krzyżem Srebrnym Orderu „Virtuti Militari”. Pochowany na Cmentarzu Obrońców Lwowa. Był kawalerem, bezdzietnym.

## Ordery i odznaczenia
- Krzyż Srebrny Orderu Virtuti Militari nr 8013[2][4]
- Krzyż Niepodległości – 8 listopada 1937 „za pracę w dziele odzyskania niepodległości”[7][4]